# Putere (politică)
Termenul putere, cu termeni sinonimi precum forță, capacitate, energie, dominanță, face referire la mai multe articole ale Wikipedia:

## Puteri instituționale bazice
- Puterea politică
- Puterea legislativă
- Puterea executivă
- Puterea judiciară
- Puterea militară

## Extensii la nivel de analiză
- A patra putere, cea a mijloacelor de comunicare.
- Cea de-a cincea putere, care se regăsește în întreprinderile publice și în capacitatea lor de a interveni economic (după unii), și (după alții) Internetul și rețelele de rețele, ca mijloacele de comunicare care au depășit mijloacele de comunicare clasice.
- A șasea putere (în Spania), puteri teritoriale sau exercitarea puterii de către comunitățile autonome.

## Concepte asociate
- Puterea achizitivă
- Raportul de putere
- Taxonomia puterii
- Puterea constituantă
- Putere nucleară

## Forme de putere
- Democrație (Popor, locuitori, toți)
- Autocrație (Prin sine însuși)
- Aristocrația ("Cei mai puternici" sau "cei care ies în frunte")
- Meritocrația (Pe merite)
- Tehnocrație (Cele mai tehnice)
- Plutocrație (Cei mai bogați)
- Teocrație (reprezentanții lui "Dumnezeu")

## Filosofie
- Concepte emise de Michel Foucault:
  - Putere disciplinară
  - Puterea pastorală
- Concepte emise de marxism:
  - Putere populară

## Fizică și chimie
- Putere calorifică
- Putere reductoare

## Artă și cultură
- Puterea absolută, film de/cu Clint Eastwood.